# Boca (Californie)
Pour les articles homonymes, voir Boca.
Boca est une ancienne localité de Californie, située à 1 685 mètres d'altitude dans le comté de Nevada. Elle eut une poste entre 1872 et 1945. En 1880, elle comptait 200 habitants. Le record de froid en Californie (−43 °C) a été enregistré le 20 janvier 1937 à Boca.